# Bagré
 Bagré  là một tổng của tỉnh Boulgou ở phía đông Burkina Faso. Thủ phủ là thị xã Bagré. Theo điều tra dân số năm 1996, tổng này có tổng dân số 39.876 người.

## Các thị xã và làng xã
- Bagré Town (14 245 dân) (thủ phủ)
- Bagré Village (4 528 dân)
- Boakla (1 151 dân)
- Dirlakou (9 717 dân)
- Goudayere (1 461 dân)
- Guingale (1 076 dân)
- Sangaboule (1 472 dân)
- Yambo (2 970 dân)
- Zabo (3 256 dân)